# Batalla del Portete de Tarqui
La batalla del Portete de Tarqui o batalla de Tarqui se libró el 27 de febrero de 1829 en el denominado Portete de Tarqui, a pocos kilómetros de Cuenca, Colombia (actual Ecuador), entre tropas de la República Peruana (comandadas por José de La Mar y Agustín Gamarra) y de la República de Colombia (comandadas por Antonio José de Sucre y Juan José Flores). Si bien las tropas grancolombinas lograron la victoria táctica sobre la división peruana de vanguardia obligando al repliegue del resto de sus fuerzas; los gran colombianos sufrieron fuertes pérdidas en su caballería por la carga de la caballería peruana, lo que dificultó la continuación de la campaña y ocasionó la estabilización del frente.
Por ello, Sucre y La Mar firmaron un armisticio en Girón, preludio para la negociación del fin de las hostilidades y la fijación de los límites entre ambos países. Sin embargo, el incumplimiento del acuerdo y los agravios mutuos empujaron a un reinicio de la guerra, evento que se evitó por la inestabilidad política en el Perú que condujo a la deposición de La Mar por Agustín Gamarra. El nuevo presidente peruano negoció la firma del tratado de paz con Colombia, conocido como tratado de Guayaquil (22 de septiembre de 1829). Al mismo tiempo, sin embargo, se sucedían los eventos que conducirían a la disolución de la Gran Colombia.
La guerra grancolombo-peruana, a la larga, conduciría a los conflictos limítrofes del Perú con los países sucesores de la Gran Colombia, Colombia (1821–1934) y Ecuador (1830–1998).

## Generalidades
El 28 de julio de 1821 se declaró la independencia política del Perú, proclamada por José de San Martín en la Plaza de Armas de Lima. Sin embargo en los Andes centrales y el sur peruanos, los realistas mantuvieron su presencia durante tres años más. La victoria definitiva de las fuerzas patriotas se consiguió en 1824, tras las batallas de Junín (6 de agosto) y Ayacucho (9 de diciembre). En esta acciones intervino el ejército grancolombino, al mando de Simón Bolívar y Antonio José de Sucre, debido a la necesidad de asegurar la independencia de lo que fue el virreinato de Nueva Granada (constituido en ese momento ya como la República de Colombia) mediante la eliminación de la presencia realista en el Perú.
Tras el triunfo independentista, el Perú continuó siendo gobernado por Simón Bolívar con el título de «dictador del Perú». Durante ese tiempo, dictó una Constitución Vitalicia, promulgada en el segundo aniversario de la batalla de Ayacucho (9 de diciembre de 1826). En ella se le concedían a Bolívar amplios poderes, tales como una Presidencia vitalicia (es decir, de por vida), la posibilidad de elegir a su sucesor, etc. El fuerte presidencialismo establecido por el Libertador, inicialmente justificado por la guerra, y la posibilidad de imponer su proyecto vitalicio también en la Gran Colombia originó una reacción antibolivariana en ese país, la que le obligó a dejar Lima para dirigirse a Bogotá a fines de 1826. Tras su salida, los opositores peruanos anularon la Constitución Vitalicia, eliminando el régimen bolivariano, y enviaron a las tropas grancolombinas (que se amotinaron ese mismo día) aún acantonadas en el Perú de regreso a su país (26–28 de enero de 1827). El 9 de junio, el Congreso peruano proclamó como presidente de la República al Mariscal José de La Mar.
El gobierno de La Mar, sin embargo, vio como una amenaza el hecho de que el Perú se encontraba rodeado por los gobiernos bolivarianos de la Gran Colombia y de Bolivia (en ese momento, gobernada por Sucre, considerado como un títere de Bolívar). Además, las tensiones con ambos países aumentaron, debido al proyecto de reunificar ambos «Perúes» (el Bajo y el Alto Perú; este último, Bolivia) bajo la República Peruana, los conflictos sobre la posesión de Tumbes, Jaén y Maynas y la oposición a la anexión colombiana de Guayaquil.

## Guerra grancolombo-peruana

### Antecedentes: Intervención peruana en Bolivia

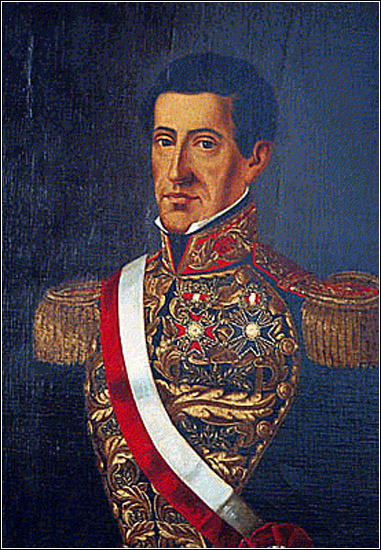
Agustín Gamarra dirigió la intervención peruana en el país altiplánico, evento que contribuyó al estallido de la guerra entre Gran Colombia y el Perú.

Tras la caída del régimen bolivariano en el Perú, la principal acción del gobierno de La Mar fue solicitar permanentemente la retirada de las tropas grancolombinas (alrededor de 2.000) de Bolivia. A inicios de 1827, el general peruano Agustín Gamarra comenzó a reunir tropas en Puno, pero negó que sus intenciones fueran invadir el país altiplánico. Para diciembre de 1827, en vista de las acciones de Gamarra, Sucre movilizó a su ejército cerca de la frontera con el Perú. Al mismo tiempo, sin embargo, el descontento entre los bolivianos comenzaba a aumentar, principalmente por las políticas bolivarianas, desembocando en el motín de Navidad (24 de diciembre) que, si bien fracasó, ocasionó el compromiso del presidente de Bolivia para convocar elecciones parlamentarias.
La oposición boliviana comenzó a hacer campaña activa a favor de la retirada de Sucre y los grancolombinos del país, que desembocó en el conflicto que estalló en Chuquisaca (18 de abril de 1828). En la sublevación, Sucre resultó herido y tuvo que asumir el poder José María Pérez de Urdininea. La revuelta, inicialmente de tropas grancolombinas del batallón Voltígeros, comprometió a varios generales y políticos bolivianos, entre ellos Casimiro Olañeta, quien solicitó la intervención de Gamarra. El 1 de mayo, el ejército peruano cruzaba el río Desaguadero y, con el apoyo de tropas bolivianas, terminaba con el régimen bolivariano. El 6 de julio, los representantes de Gamarra y Sucre firmaban el tratado de Piquiza, que acordó la retirada de las tropas grancolombinas de regreso a su país. Tras ello, Gamarra retiró a las tropas peruanas (8 de septiembre de 1828).

### Preludio: Colombia le declara la guerra al Perú

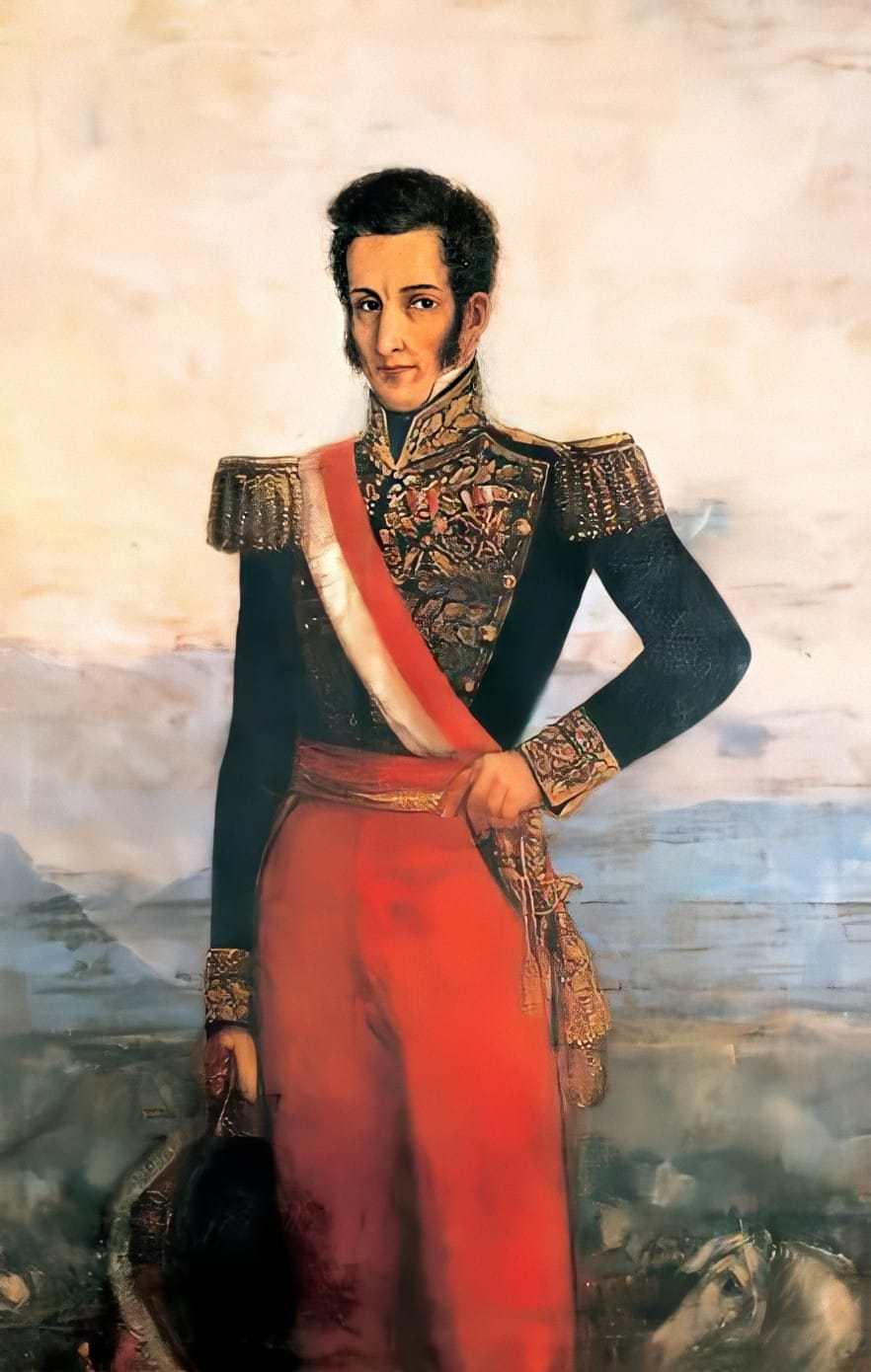
José de La Mar organizó la movilización de la Marina y el Ejército peruanos durante la guerra con la Gran Colombia, logrando la ocupación de Guayaquil y la invasión del sur de ese país.

El derrumbe de la influencia bolivariana en Bolivia ahondó la rivalidad entre el Perú y Bolívar. Bolívar y Sucre se encontraban resentidos con el proceder de Gamarra y de su ejército; y aún más, consideraban peligrosa la influencia peruana en Bolivia. La Mar, ante las tensiones entre ambos países y en previsión a una declaratoria de guerra de la Gran Colombia, ordenó la movilización del Ejército y la Marina peruanos (20 de mayo de 1828).
Ante el agravamiento de la situación, se llevaron a cabo negociaciones diplomáticas entre los representantes peruanos y grancolombinos, las cuales fracasaron porque Bolívar exigió insistentemente lo siguiente: (1) Pago de los gastos de la independencia por la suma de 3.600.000 pesos; (2) reemplazos peruanos de las bajas colombianas sufridas en las batallas contra los realistas; y (3) entrega de Tumbes, Jaén y Maynas. Dichas exigencias fueron rechazadas por el gobierno peruano, que las consideraba completamente exorbitantes e inaceptables. A su vez, tras recibir las noticias procedentes de Bolivia y la expulsión del diplomático colombiano Armero, Bolívar lanzó una proclama (3 de julio), que señalaba: «Armaos colombianos del sur. Volad a las fronteras del Perú y esperad allí la hora de la vindicta. Mi presencia entre vosotros será la señal del combate». El conflicto entre la facción antibolivariana peruana y la facción bolivarista de Colombia se encontraba a punto de estallar. El 15 de julio de 1828, Colombia declaró oficialmente la guerra al Perú.
En consecuencia, La Mar (nombrado director general de las Operaciones de Guerra, como presidente de la República) movilizó al ejército peruano hacia el norte, organizado en 3 divisiones compuestas por 4.500 soldados. A estos debía unirse Gamarra (nombrado como Comandante en jefe del Ejército) con 3.100 soldados. Por su parte, las fuerzas grancolombinas se dividieron en dos: Bolívar se dirigió hacia la región del Cauca para enfrentar la rebelión de los generales José María Obando y José Hilario López; a su vez, Sucre y Juan José Flores desplegaron sus tropas, compuestas por 4.600 efectivos, en el distrito Sur de Colombia.

### La campaña naval
La Mar ordenó a la escuadra peruana, al mando del almirante Martín Guise, dirigirse hacia el norte, para hostilizar las costas grancolombinas. La Marina peruana estaba compuesta por las fragatas Presidente y Monteagudo, la corbeta Libertad, el bergantín Congreso, las goletas Arequipeña, Peruviana y ocho lanchas cañoneras. Más tarde, contó también con el bergantín Rápido. El primer combate naval de la guerra ocurrió en Punta Malpelo (31 de agosto de 1828). El 18 de septiembre, Guise partió del Callao junto a La Mar y llegó a Paita el 22. El 2 de octubre, la flota peruana realizó desembarcos sobre varios pueblos, especialmente en el de Naranjal, causando en todas partes daños considerables.
El 22 de noviembre, la Marina peruana obtuvo una victoria decisiva en las costas de Guayaquil, estableciendo el bloqueo del puerto, el bombardeo de la ciudad y la destrucción de sus defensas costeras. El 24 de noviembre, tras el bombardeo peruano, las tropas grancolombianas comandadas por Juan Illingworth Hunt comenzaron a evacuar Guayaquil. El 19 de enero de 1829, la ciudad se rindió, siendo ocupada por el ejército peruano el 1 de febrero. Asimismo, la escuadra peruana bloqueó toda la costa pacífica grancolombina.

## La batalla

### Preludio: campaña terrestre

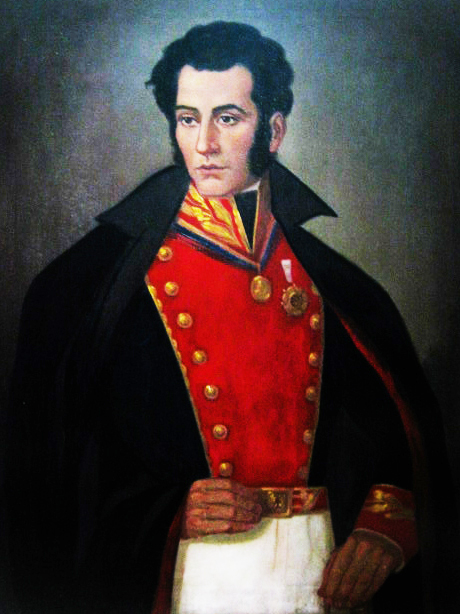
Antonio José de Sucre dirigió la campaña terrestre y organizó al ejército grancolombino para enfrentar a las tropas peruanas.

#### El avance peruano
El 28 de noviembre de 1828, La Mar penetró en territorio grancolombino y ocupó Loja y prácticamente todo el departamento de Azuay. Las fuerzas de Gamarra, que venían desde Bolivia, se unieron a él en enero de 1829. El ejército peruano continuó avanzando hacia el norte, hasta Oña. Ante la situación, Sucre (entonces ya de vuelta en Quito tras renunciar a la presidencia de Bolivia) y Flores reunieron el ejército grancolombiano del sur en la provincia de Cuenca (28 de enero de 1829). Sucre, siguiendo órdenes de Bolívar, inició negociaciones de paz con La Mar (2 de febrero) que, si bien fracasaron, le dieron un valioso tiempo para concentrar sus fuerzas. El 10 de febrero, el comandante peruano Pedro Raulet, al mando de 300 hombres, ocupó la ciudad de Cuenca. El 11 y 12 de febrero, los representantes de ambos ejércitos se reunieron nuevamente, pero tampoco lograron alcanzar un acuerdo.

#### Sorpresa de Saraguro
La Mar empezó un movimiento en gran escala sobre Cuenca pero dejó en su retaguardia, en Saraguro, el parque del ejército. Enterado Sucre, ordenó al general Luis Urdaneta realizar un ataque sorpresivo sobre esta retaguardia aislada, mientras dormían, la noche del 13 de febrero. El ataque causó la total dispersión de las fuerzas peruanas apostadas allí, con la captura de su material bélico y sus suministros. Además, el pueblo de Saraguro fue incendiado por órdenes de Urdaneta, como represalia por la simpatía demostrada al Perú.
[...] que sospechando por las observaciones en el campo contrario que se hacía algún movimiento, previne al señor General Flores, Comandante en Jefe, de hacer por la noche un reconocimiento; y que ejecutado por veinte soldados de Yaguachi, protegidos de la compañía de Granaderos del Cauca, y 4a de Caracas, lograron aquellos dispersar completamente los dos batallones peruanos 1° de Ayacucho, y No 8 que cerraban la retaguardia de su ejército, el cual marchaba en la dirección de Yunguilla a Girón; y que por resultados de este triunfo, se le tomaron la mitad de sus municiones de repuesto, una porción de sus bagajes, algún armamento, y prisioneros, y destruídole dos piezas de batalla.
– Antonio José de Sucre

### Preparativos para la batalla

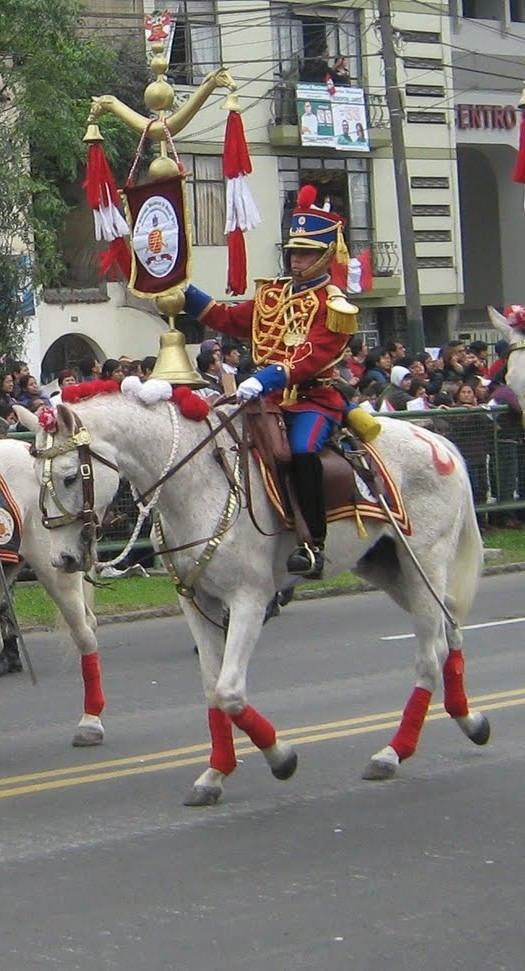
El uniforme de los Húsares de Junín, unidad de combate que se distinguió en la batalla del Portete de Tarqui.

Pese a ese revés, el 14 de febrero, el ejército peruano pasó a Yunguilla. El cuartel general fue establecido en Surupali. Las fuerzas peruanas continuaron avanzando hasta la localidad de Lentag, a 4 leguas (20 km) de Girón (15 de febrero), y a San Fernando (16 de febrero). Sucre, mientras tanto, avanzó con sus fuerzas hacia la explanada de Tarqui, ubicando a la infantería en Narancay y a la caballería en Guagua-Tarqui (18 de febrero), manteniéndose en esa posición hasta el día 26. En esos días, Raulet retornó de su incursión en Cuenca. El 23 de febrero, lograron reunirse 700 de los dispersos de Saraguro, que se unieron al resto del ejército peruano.
Tras concentrarse en San Fernando, la división peruana comandada por José María Plaza (900 hombres pertenecientes a los batallones de infantería Ayacucho 1º de la Guardia N.º 2 y Callao N.º 2) avanzó sobre Girón (24 de febrero). Posteriormente, todo el ejército peruano le siguió, y Gamarra ordenó a Plaza continuar avanzando para ocupar el Portete de Tarqui. Plaza protestó, pues consideraba que sus soldados se encontrarían aislados y más cerca de las tropas grancolombinas que del ejército peruano, a merced de un ataque de Sucre. La Mar y Gamarra le tranquilizaron diciendo que el resto de las tropas pronto se unirían a él.
La tarde del 26 de febrero, el grueso del ejército peruano se concentró en Girón. La noche del mismo día, Plaza ocupó el Portete de Tarqui, y trató de distribuir como mejor pudo a su tropa, carente de suficientes municiones y sin caballería ni artillería. Entrada la noche, Raulet se le unió con su contingente.
Sucre, enterado del avance de la división Plaza a Girón, inicialmente pensó que se trataba de tropas de reconocimiento. Sin embargo, el 25 de febrero se enteró de la presencia del grueso del ejército peruano en San Fernando, y resolvió atacar a Plaza (ignoraba los movimientos de Plaza hacia el Portete y los de La Mar y Gamarra hacia Girón). El ejército grancolombino avanzó la tarde del 26 de febrero, sin embargo, las fuertes lluvias retrasaron su avance, y recién llegaron a Tarqui durante la noche. Al llegar, Sucre se enteró de la presencia de la división Plaza en el Portete, y preparó a las fuerzas grancolombinas para el ataque.
El 24 supe que una columna de dos batallones, y un escuadrón enemigo al mando del General Plaza estaban en Girón: juzgué que sería un fuerte reconocimiento, porque no me persuadí que se avanzara sola esa división: pero el 25 hallándome con el General Flores, examinando por Tarqui la verdad, me informaron nuestros espías, que aún permanecía en Girón, y su ejército en San Fernando. El 26 resolví atacarla, y nuestros cuerpos todos se pusieron en marcha a las tres de la tarde con tres mil seiscientos hombres de combate. Al comenzar nuestro movimiento sobrevino una fuerte lluvia, que apenas nos permitió llegar a Tarqui a las siete de la noche.
Dando un descanso a las tropas, tuve partes que la división del General Plaza estaba en el Pórtete de Tarqui a tres leguas de nosotros, y que el resto del ejército peruano llegaría en aquella tarde a Girón. Determiné dar una acción general, y el señor Comandante en Jefe dispuso que en lugar de las compañías de cazadores, que debían precedernos, lo hiciese un destacamento de ciento cincuenta hombres escogidos de todos los batallones, al mando del Capitán Piedrahita, apoyado del escuadrón Cedeño, para que preparase la función por una sorpresa: en esta forma continuamos la marcha a las doce de la noche.
– Antonio José de Sucre
Sucre, en la mañana del día 27 de febrero, situó a la 1.ª División colombiana (1500 infantes y 100 caballos), compuesta por los batallones de infantería Rifles, Caracas y Yaguachi y el escuadrón de caballería Manuel Cedeño, al norte de la llanura de Tarqui en posición ventajosa, mientras esperaba la llegada de la 2.ª División.

### Primera fase: el ataque grancolombino y la retirada peruana

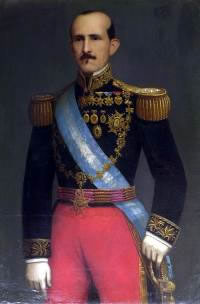
Juan José Flores, al mando de los batallones Caracas y Yaguachi, destruyó la vanguardia peruana, ocupó el Portete de Tarqui y obligó al resto de sus fuerzas a replegarse.

Plaza, aislado del resto del ejército peruano, decidió enviar un grupo de reconocimiento (al mando del capitán Urías) a las primeras horas del 27 de febrero. Estas tropas chocaron con el escuadrón de caballería Cedeño (al mando del coronel José María Camacaro), iniciando así la batalla. Sucre (tras escuchar el fuego de fusilería) envió al batallón Rifles a reemplazar al Cedeño, que se había visto obligado a retroceder. Sin embargo, dada la oscuridad y las dificultades del terreno, el Rifles entró en acción con poco orden y confundió a un grupo comandado por el capitán grancolombino Piedrahíta con las tropas peruanas, trabando con ellos la lucha. Luego comenzó a aclarar y las tropas grancolombinas pudieron reconocerse unas a otras.
Flores, mientras tanto, consiguió atravesar el bosque que le separaba de las fuerzas peruanas, y organizó un ataque conjunto de los batallones Caracas y Yaguachi. Tras el desorden inicial, Plaza resistió durante 3 horas en su posición, a la espera del avance de La Mar y Gamarra. Sin embargo, viéndose superado en número y con las municiones reduciéndose, Plaza ordenó el repliegue en busca del grueso del ejército peruano, encargando cubrir la retirada al coronel Quiroz. Durante todo el trayecto, los restos de la división Plaza se vio continuamente acosada por la infantería y caballería grancolombina.
A las 7 de la mañana, el resto del ejército peruano recién se acercaba al campo, pero la división Plaza había sido casi batida e iniciaba su retirada y el ejército grancolombino ocupaba su posición. Viendo la situación en el Portete de Tarqui, La Mar acepta la recomendación de Gamarra y dispuso el repliegue del ejército hacia Girón para organizar el contraataque. Por su parte, tras haber diezmado y dispersado completamente a la avanzada peruana, Sucre ordenó continuar el avance grancolombino para atacar al grueso del ejército peruano, dando inicio a la segunda fase de la batalla.
Según Dellepiane, la victoria grancolombiana sobre la vanguardia peruana se debió en buena parte a la estrechez del lugar, a lo ventajoso de la posición que las tropas de Sucre ocupaban, lo precipitado del combate, que dificultó el despliegue de las tropas peruanas en orden de batalla, y al aislamiento de la división Plaza.

### Segunda fase: la carga peruana y la estabilización del frente

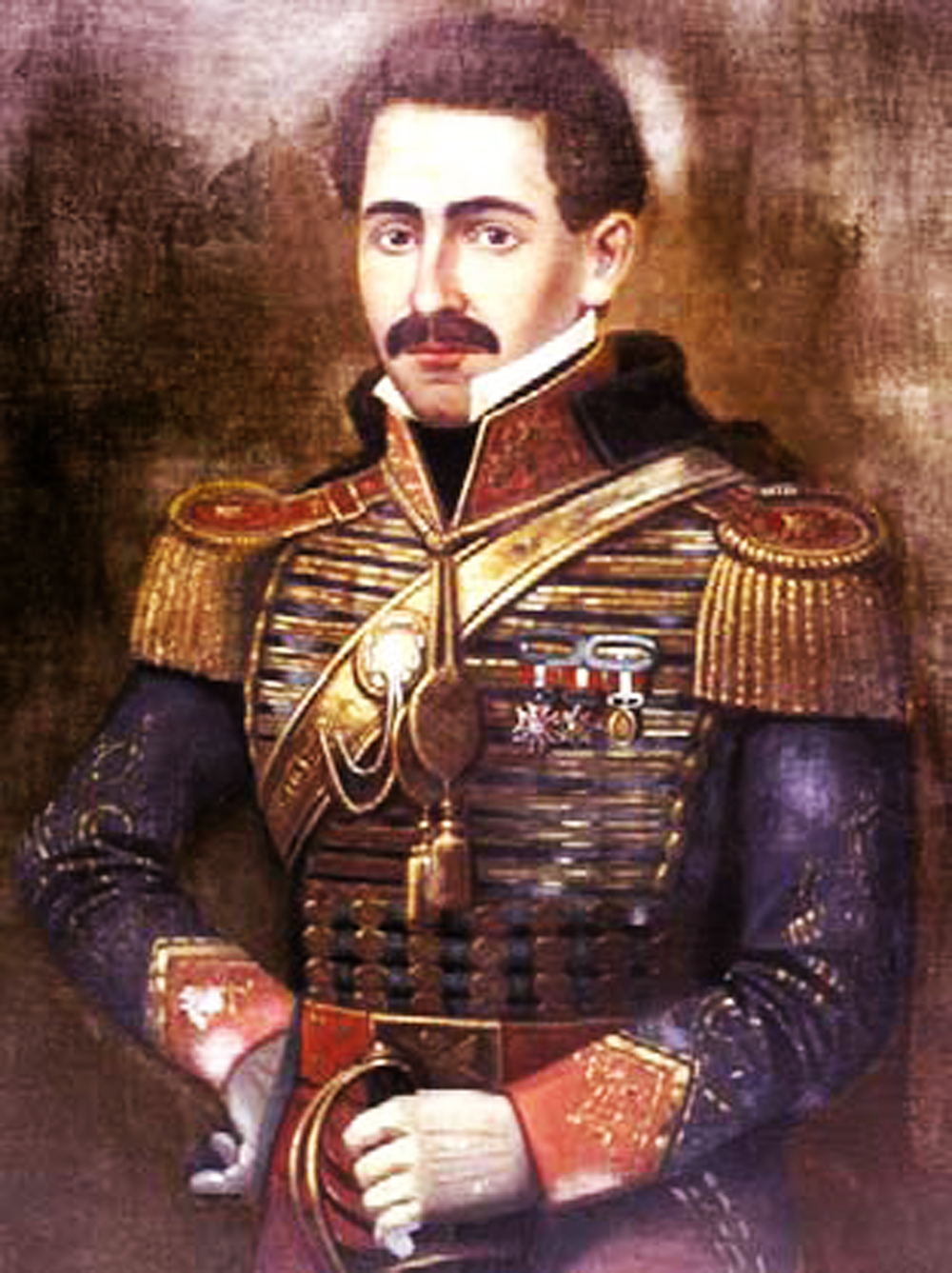
Domingo Nieto y Márquez, al mando del regimiento Húsares de Junín N.º 1, aniquiló al escuadrón Cedeño como unidad de combate.

La caballería grancolombina, bajo el mando del coronel Daniel Florencio O'Leary, intentó cortar el repliegue de la infantería peruana. Al ver esto, el general peruano-argentino Mariano Necochea ordenó a los Húsares de Junín cargar y desbaratar al escuadrón Cedeño, para detener el avance de la infantería grancolombina (compuesta por dos compañías de cazadores) y proteger el repliegue de los restos de la división Plaza.
Durante el fragor del combate, sucedió el conocido duelo personal a lanza entre Domingo Nieto (teniente coronel del regimiento Húsares de Junín) y José María Camacaro (comandante del escuadrón Cedeño). Camacaro envió un parlamentario con señal blanca para que, a su nombre, haga un desafío, a fin de que «ahorrasen la sangre de sus regimientos y que él se batiría con cualquiera que le conteste el duelo y el que ganara se quedaba con la victoria». Nieto aceptó el desafío y Camacaro terminó muerto de un lanzazo. Tras esto, la caballería grancolombiana atacó a los Húsares de Junín, pero éstos lograron detenerlos y acuchillaron a casi todo el escuadrón Cedeño, reduciéndolo a 6 o 7 hombres.
Tras detener el avance de las fuerzas grancolombinas, el ejército peruano completó su repliegue y formó sus divisiones en la llanura, desplegando su caballería y artillería a la salida del desfiladero, a la espera de los siguientes acontecimientos. Las tropas grancolombinas, a su vez, prefirieron conservar sus posiciones en espera de los siguientes movimientos y la llegada de refuerzos, pues su caballería había sido prácticamente exterminada.

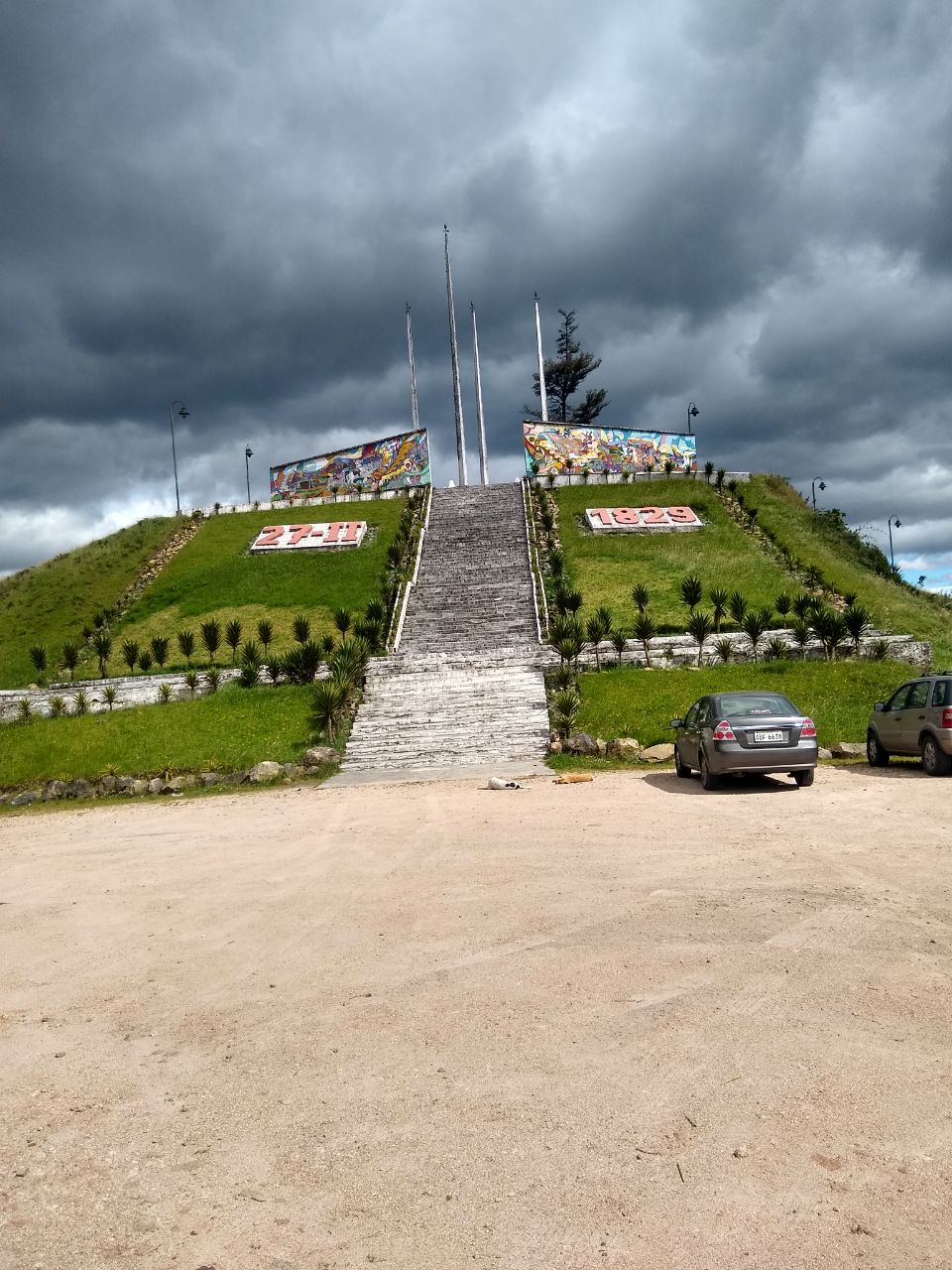
Portete de Tarqui

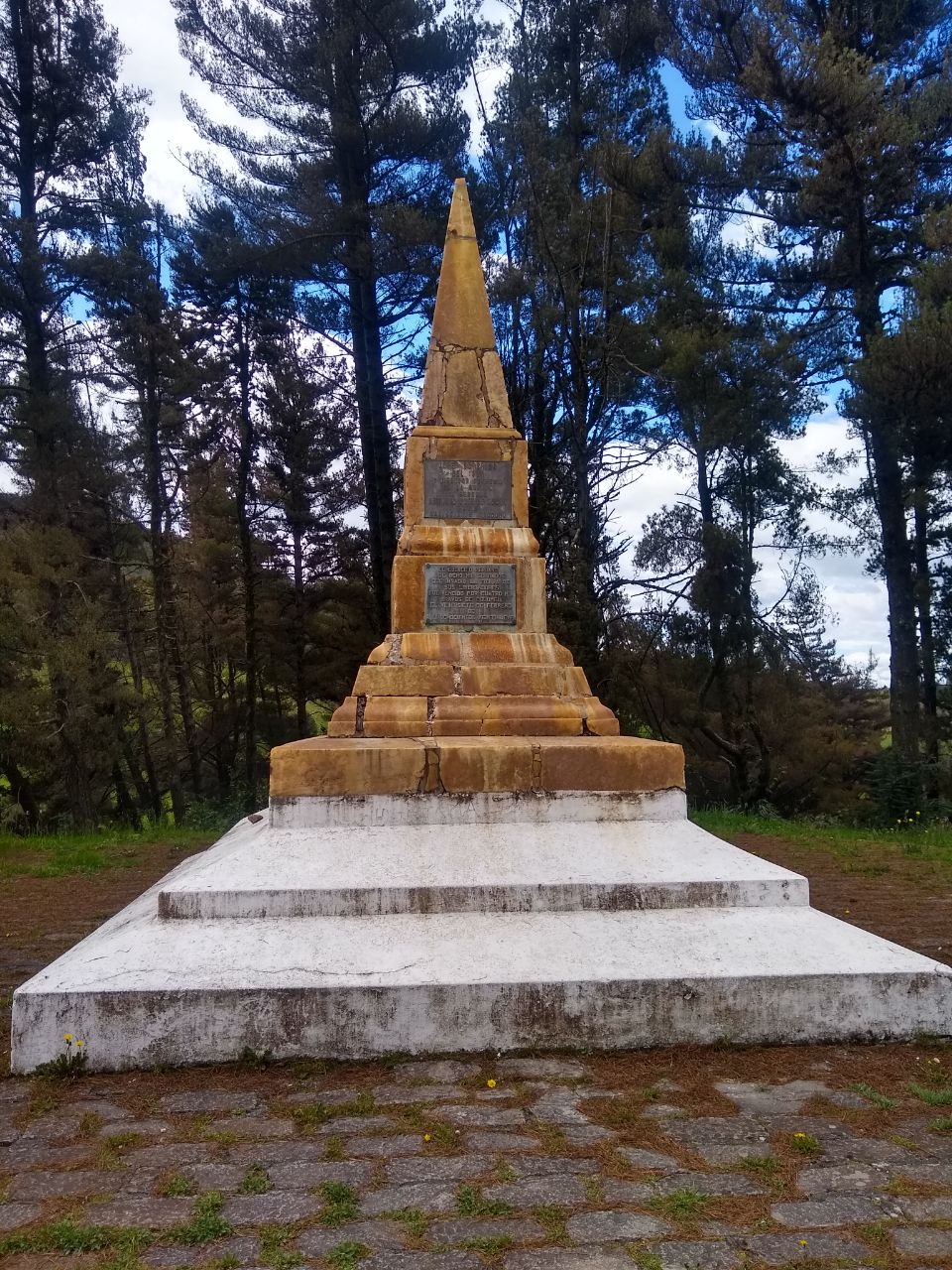
Monumento en el Portete de Tarqui

### Fin de la batalla: convenio de Girón

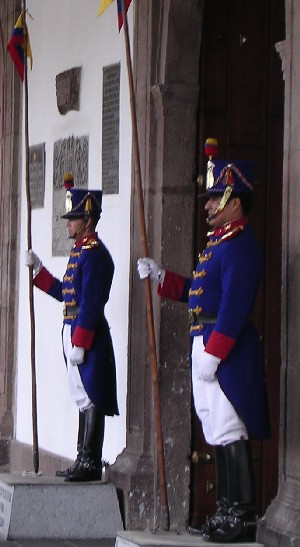
El uniforme de los Granaderos de Tarqui, unidad moderna ecuatoriana, está inspirado en el usado por el ejército grancolombino en la batalla.

La retirada peruana y el rechazo de la última ofensiva grancolombina concluyeron la batalla. Sucre, insatisfecho con este resultado, no quiso arriesgarse a una batalla campal contra el ejército peruano con sus tropas exhaustas tras la marcha y el combate, sin contar las pérdidas en su caballería. Por su parte, las tropas peruanas (concentradas en Girón) también habían sufrido fuertes pérdidas, pues su vanguardia había sido arrollada por el ejército grancolombino. Sucre y La Mar aceptaron entablar conversaciones y, al día siguiente de la batalla, los representantes peruanos (Gamarra y Orbegoso) y grancolombinos (Flores y O'Leary) firmaron el convenio de Girón (28 de febrero).
El documento acordaba la desocupación peruana de «todos los territorios del Estado de Quito», incluyendo el fin del bloqueo de Guayaquil, y el uso del principio del uti possidetis iure de 1809 para delimitar los límites entre ambos países, además de las instrucciones para la firma del futuro tratado de paz. La Mar, a su vez, envió el documento para ser ratificado por el Congreso peruano, negándose a desocupar Guayaquil hasta que eso sucediese. Aun así, el presidente peruano comenzó a movilizar sus tropas, cruzando el río Macará hacia Piura (23–24 de marzo). 

### Epílogo: campaña de Buijó y armisticio de Piura
Sucre, para conmemorar el triunfo del ejército grancolombino sobre la avanzada peruana ordenó la construcción de un obelisco conmemorativo en el sitio donde ocurrió la batalla, con una inscripción aumentando el número de soldados peruanos que intervinieron en acción y disminuyendo los propios, en los términos siguientes:
El ejército peruano de 8000 soldados que invadieron la tierra de sus libertadores, fue vencido por 4000 bravos de Colombia el 27 de febrero de 1829.

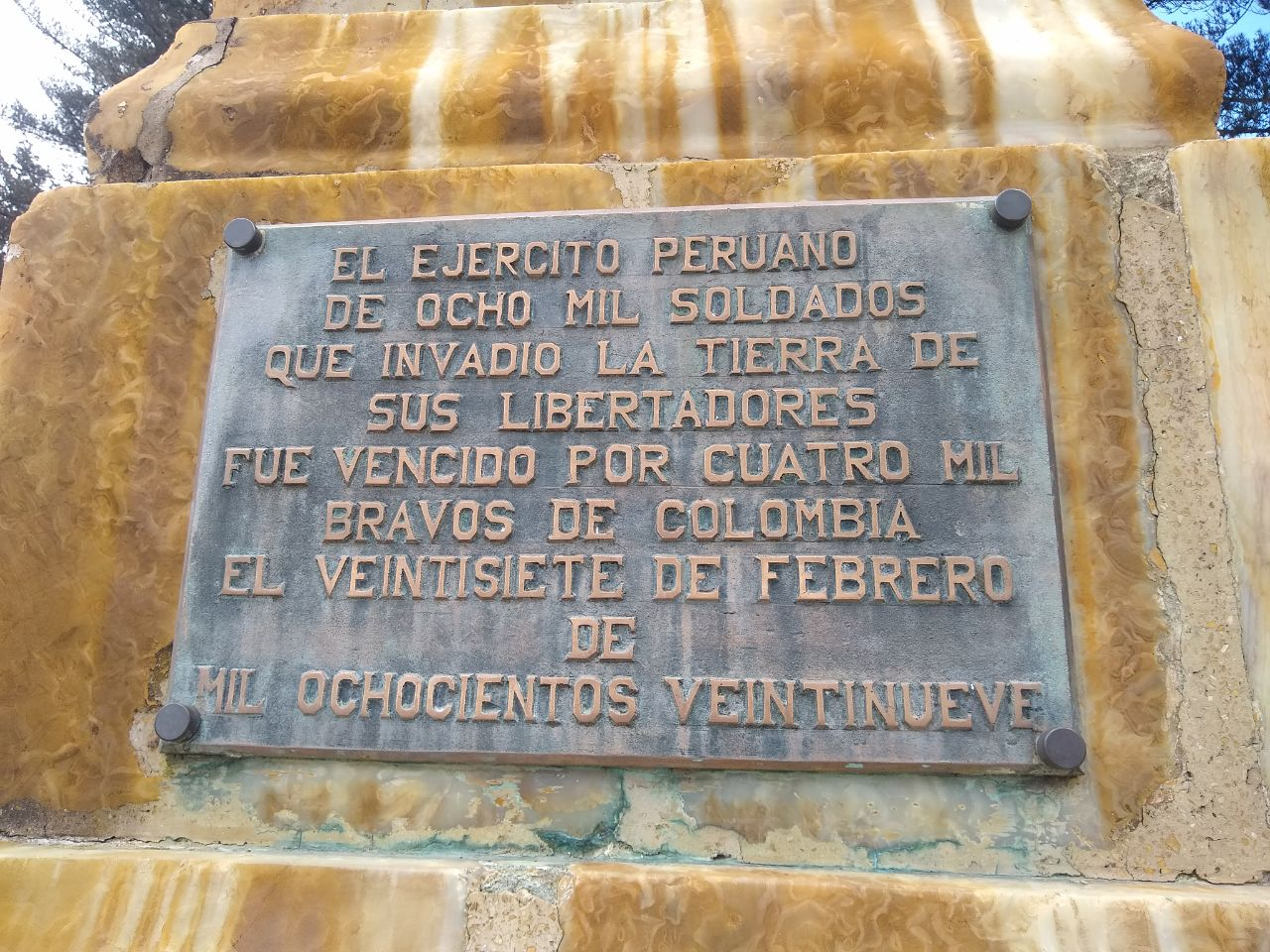
Placa en el Portete de Tarqui

La Mar protestó por las palabras del monumento, que consideraba triunfalistas y erróneas. Además, reclamó por los tratos recibidos por los muertos y prisioneros peruanos tras la batalla, con énfasis en la decapitación del cadáver de Pedro Raulet, uno de los oficiales caídos en Tarqui, cuya cabeza fue clavada en una pica y paseada por las calles de Cuenca. Por ello, procedió a denunciar el convenio de Girón, preparándose nuevamente a emprender las hostilidades. Sin embargo, Gamarra y sus aliados realizaron un golpe de Estado y lo depusieron de la presidencia (7 de junio). La Mar partió al destierro, donde fallecería en Costa Rica al año siguiente (11 de octubre de 1830).
El nuevo gobierno de facto de Gamarra buscó la paz con la Gran Colombia y firmó un armisticio de 60 días en Piura (10 de julio). Guayaquil sería recién desocupada por las tropas peruanas al día siguiente.

## Fin de la guerra: tratado de Guayaquil
El 22 de septiembre de 1829 se firmó un tratado de paz en Guayaquil (Tratado Larrea-Gual). En su artículo 5, el documento estipulaba que «[a]mbas partes reconocen por límites de sus respectivos territorios, los mismos que tenían antes de su independencia los antiguos Virreynatos de Nueva Granada y el Perú». Los artículos 6 y 7 señalaron el procedimiento para la demarcación de límites, mediante la preparación de una comisión mixta para delimitar definitivamente la frontera entre ambos países.
El encuentro de los comisionados de ambas naciones nunca llegó a producirse. Por otro lado, negociaciones directas entre el plenipotenciario grancolombino Mosquera y los cancilleres peruanos Armas y Pando se vieron truncas por la disolución de la Gran Colombia y la formación de tres países sucesores: Ecuador, Nueva Granada (actual Colombia) y Venezuela (mayo de 1830). Mosquera abandonó Lima el 10 de agosto de 1830.
El fracaso de la demarcación definitiva de límites entre el Perú, Ecuador y Colombia sería el germen para los conflictos limítrofes entre estos tres países.

## Controversia histórica
La historiografía ecuatoriana señala que la batalla de Portete de Tarqui fue una victoria militar contundente del ejército grancolombino sobre el peruano. 
Por otro lado, la historiografía peruana reduce la importancia de la victoria grancolombina. El periódico peruano de la época La Patria en Duelo publicó, en su primer número, un «Diario de oraciones» (citado por Basadre) que manifestaba que: «Nuestras tropas se han portado con la mayor bravura [...] No hemos sido vencidos, pues los enemigos nos han respetado de modo que no se han atrevido a pasar sus columnas al llano en que los esperábamos con el más ardiente deseo [...]». El mismo historiador cita las Memorias de José Rufino Echenique, testigo ocular de la batalla:
Nunca he podido comprender que se diera por perdida por nosotros aquella batalla habiendo reveses por una y otra parte, esperada y preparados nosotros para ella, quedando dueños del campo y con un ejército superior al del enemigo, aún después de aquellos reveses, se haya persuadido al mundo que la perdimos y nosotros consentir en ello, sin aclarar las cosas demostrando que no hubo batalla campal ni menos la perdimos. Podría ser que no se llevara a efecto el plan que nos propusimos y por el que se emprendió la campaña y que lo abandonáramos; pero de esto al hecho material de haberse perdido la batalla, hay una gran diferencia. El acto verdadero y que comprenderá cualquiera es que nos retiramos por un tratado, cosa que muy bien pudo suceder sin batalla y aun sin que se hubiera disparado un tiro.
– José Rufino Echenique
Basadre concluye que: «La batalla del Portete (de Tarqui) no fue un desastre para los peruanos que se retiraron solo después de la batalla a un llano inmediato al pueblo de Girón esperando el ataque final que no vino».

## Homenajes
En el lugar donde ocurrió la batalla del Portete de Tarqui, el gobierno ecuatoriano construyó un obelisco (en reemplazo del original) en 1936.
El 27 de febrero es el Día del Ejército ecuatoriano, en recuerdo de la batalla del Portete de Tarqui. Así mismo, la guardia de honor que custodia el Palacio de Carondelet, sede del Gobierno del Ecuador en Quito, se denomina Grupo de Caballería Escolta Presidencial Granaderos de Tarqui y usa un uniforme, de colores azul y blanco, inspirado en los uniformes que usaran los soldados del batallón Caracas del ejército de la Gran Colombia en aquella época.